# Octávio Frias de Oliveira
Pour les articles homonymes, voir Frias (homonymie).
 (décembre 2012).
Si vous disposez d'ouvrages ou d'articles de référence ou si vous connaissez des sites web de qualité traitant du thème abordé ici, merci de compléter l'article en donnant les références utiles à sa vérifiabilité et en les liant à la section « Notes et références ».
Octávio Frias de Oliveira (Rio de Janeiro, 5 août 1912, 29 avril 2007) est un chef d’entreprise brésilien, célèbre pour avoir transformé  Folha de S.Paulo — qu’il a acheté en août 1962, en société avec Carlos Caldeira Filho — un des plus grands et un des plus influents médias du pays. Frias a fait du journal la base du conglomérat qui aujourd’hui comprend le UOL, le plus grand portail internet du pays, le journal Agora São Paulo, l’institut Datafolha, la maison d’édition Publifolha, le label Três Estrelas et l’imprimerie Plural.

## Hommages
L’institut, en partenariat avec le Groupe Folha a aussi créé le Prix Octavio Frias de Oliveira, dont l’objectif est d’encourager et de récompenser la production de connaissance nationale dans la prévention et le combat contre le cancer.